# 保昌山
保昌山（ほうしょうやま）は、祇園祭の先祭に巡行する舁山の一つ。山鉾町は京都市下京区東洞院通高辻下る燈籠町。山鉾としては最東端・最南端に位置しており、他の山鉾町とも離れている。

## 由来
謡曲『花盗人』に歌われた、平井保昌と和泉式部の恋にまつわる説話に取材しており、古くは「花盗人山（はなぬすっとやま/はなぬすびとやま）」の名で呼ばれた。
宮中で和泉式部を見初めて恋文を送り続ける保昌に対し、和泉式部が紫宸殿に咲く紅梅を一枝折ってきてほしいと難題を課す。保昌は夜陰に乗じて内裏に忍び込み、警護の武士に矢を射かけられながらも紅梅一枝を持ち帰り、所望に応えた。その後、保昌は和泉式部と結ばれた、というのがその説話である（ただし謡曲の『花盗人』では、花は「桜」となっている）。山の故事にちなみ、宵山では「縁結び」の御守りが授与される。さらに御神体の平井保昌は盗みを行った当事者であるにもかかわらず、何故か盗難除にも効果があるという。

### 御神体
御神体は平井保昌の人形で、緋縅の鎧に太刀をつけ、紅梅を捧げる姿をしている。
御神体の頭部は明応9年（1500年）にさかのぼるという。胴は寛政年間（1789年 - 1800年）に町内に住んでいた彫刻師の勇祐の手になる。
鎧は明智十次郎光慶が着用したものと伝えられる。

## 歴史
応仁の乱以前から巡行に参加していたと記録される、古い山鉾である。
「花盗人山」という呼称が「保昌山」に置き換わったのは明治初年とされるが、吉海直人は『祇園御霊会細記』（宝暦7年（1757年）刊）とその増補版での名称の違いから、その頃にさかのぼるとしている。
1963年に、舁山としては初めて車輪をつけた。

## 主な懸装品
懸装品の多くが刺繍であり、「刺繍美の楽しめる山」とされる。
前懸・胴懸
前懸と両胴懸は、円山応挙の下絵3点（後述）を刺繍にしたもの。中国古典を題材とした『蘇武牧羊図』（前懸）と『巨霊人虎図』『張騫鳳凰図』（胴懸）である（なお、「巨霊人」は岩を砕いて水流を通したとされる伝説上の人物）。前懸・胴懸は近年新調された。
水引
水引は明代の官服を仕立てものとされる。雲龍波濤文様に鳳凰鶴虎を配し、孔雀の羽を縫い込んだ刺繍である。
見送

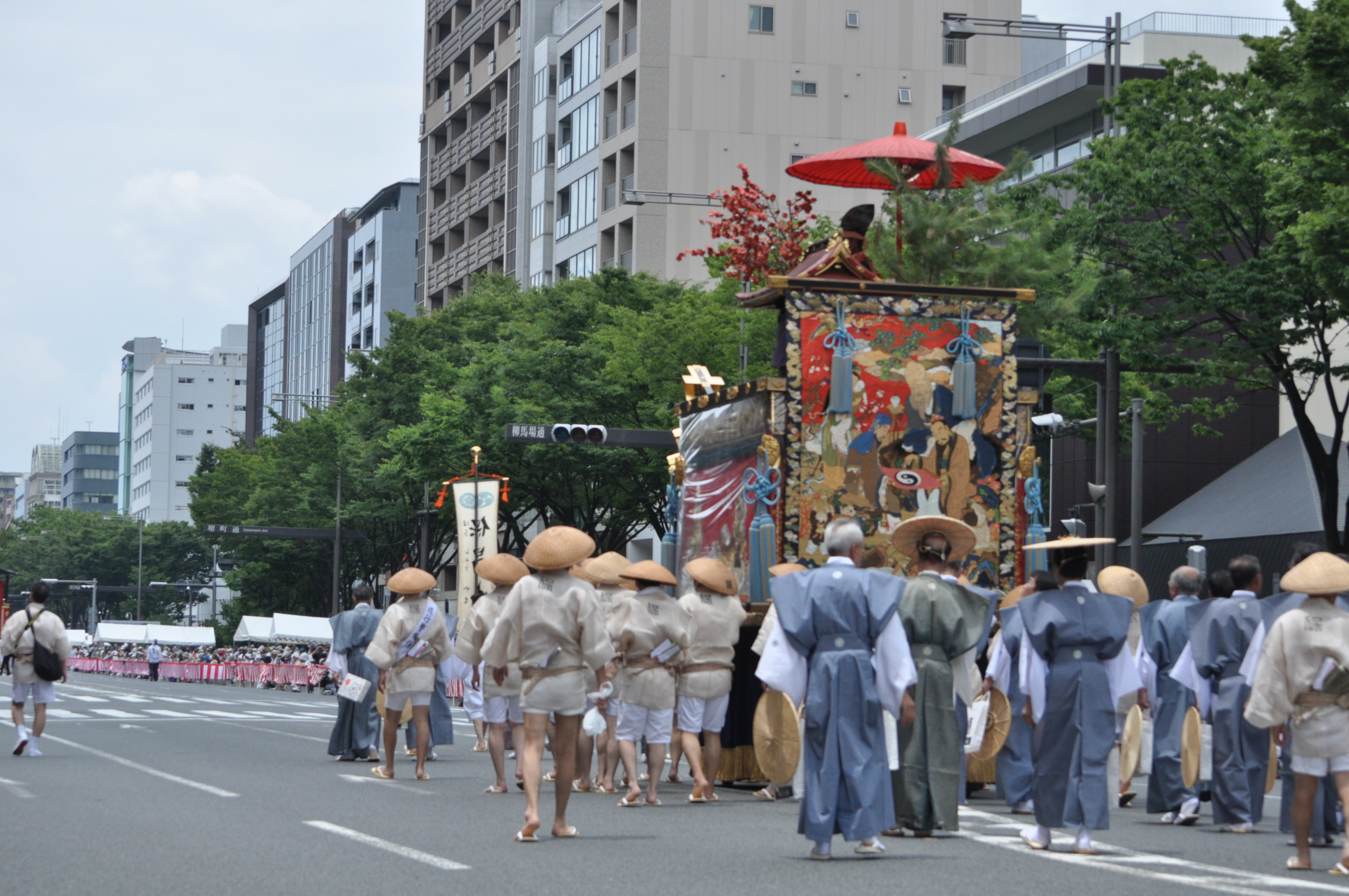
背面（2017年7月17日撮影）。見送は「寿星図綴錦」。

見送は福禄寿と弁財天に唐子たちを配した「寿星図綴錦」。寛政10年（1798）に日本で製作された綴錦。

## 前懸・胴懸下絵
円山応挙による前懸・胴懸の下絵は、2010年（平成22年）に「祇園会保昌山前懸胴懸下絵」として京都市の文化財に指定された。
もとの前懸・胴懸の裏地には墨書があり、町内の松屋右近・勝造兄弟が協力して緋羅紗地に刺繍して安永2年（1773年）に完成させたことが記されている。このことから、応挙が下絵を描いたのもその頃、40代の円熟期の作品と判明する。刺繍を作成するための「下絵」とした描かれたものではあるが、描写は精緻であり、丁寧に淡彩が施されている。有名絵師による山鉾の装飾品としては最初期のものとされる。下絵は屏風に仕立てられており、会所飾りで公開される。
下絵を制作した当時の文書類は残っておらず、蘇武・張騫・巨霊人が描かれているというのは町の伝承によっている。仙人を描いた「群仙図」の要素が多く見られ（江戸時代後期の『増補祇園御霊会細記』には仙人を描いた「群仙図」として記している）、蘇武や張騫といった歴史上の人物を描いたことについては疑問があるともされる（2014年の京都文化博物館の展示の際には「仙人図」「群仙図」とされている）。
1875年（明治8年）に町が京都府に提出した文書には「羊ニ蘇武之図」「白鳳凰ニ張騫之図」「虎巨霊人之図」とある。ただしその後いずれかの段階で胴懸の人物と霊獣の組み合わせが取り違えられ、2018年の段階では長らく「張騫に虎図」「巨霊人に鳳凰図」と説明されていた（影響力の大きかった若原史明『祇園会山鉾大観』にもこの組み合わせで記載されている）。京都市による文化財指定の調査段階で、主題について再検討が行われた結果、明治期の記録との間で人物と霊獣の組み合わせが食い違っていることが判明したが、一方で「張騫は浮き木に乗って黄河を遡り、天の川に至った」という伝説（張騫乗槎説話）に沿った絵であることも確認された。胴懸の人物と霊獣の組み合わせについて、町では2018年より説明を変更している。
なお、前懸の主題について仙人の黄初平（岩を羊に変えたとする伝説がある）と見る説もあるが、応挙が描いたほかの黄初平の絵と表現が異なっており、伝承を積極的に訂正する材料もないという。